# 사이드 자라
사이드 핫산 자라(아랍어: سعيد حسّان جراح  Sa‘īd Ḥassān Jarrāḥ)는 미국의 방송국 ABC의 텔레비전 드라마 시리즈 로스트의 등장인물로 나빈 앤드루가 연기하였다.